# Petsimjärvi
Petsimjärvi eller Petsimjävri är en sjö i Finland. Den ligger i kommunen Enare i landskapet Lappland, i den norra delen av landet, 1 000 km norr om huvudstaden Helsingfors. Petsimjärvi ligger 191,2 meter över havet. Arean är 50,1 hektar och strandlinjen är 6,53 kilometer lång. Sjön  ingår i Pasvik älvs huvudavrinningsområde.   Omgivningarna runt Petsimjärvi är i huvudsak ett öppet busklandskap.